# Куст
Куст (фр. Coust) насеље је и општина у централној Француској у региону Центар (регион), у департману Шер која припада префектури Сент Аман Монрон.
По подацима из 2011. године у општини је живело 455 становника, а густина насељености је износила 20,79 становника/km². Општина се простире на површини од 21,89 km². Налази се на средњој надморској висини од 210 метара (максималној 247 m, а минималној 153 m).

## Демографија
| 1962. | 1968. | 1975. | 1982. | 1990. | 1999. | 2011. |
| ----- | ----- | ----- | ----- | ----- | ----- | ----- |
| 525   | 525   | 518   | 460   | 506   | 475   | 455   |

График промене броја становника у току последњих година